# Хората говорят
„Хората говорят“ (на английски: Rumor Has It) е американска романтична комедия от 2005 г. на режисьора Роб Райнър, с участието на Дженифър Анистън, Кевин Костнър, Шърли Маклейн, Марк Ръфало и други.

## Актьорски състав
| Актьор              | Роля            |
| ------------------- | --------------- |
| Дженифър Анистън    | Сара Хътинджър  |
| Кевин Костнър       | Бо Бъроуз       |
| Шърли Маклейн       | Катрин Ришелю   |
| Марк Ръфало         | Джеф Дейли      |
| Ричард Дженкинс     | Ърл Хътинджър   |
| Кристофър Макдоналд | Роджър МакМанус |
| Стийв Сандвос       | Скот            |
| Мена Сувари         | Ани Хътинджър   |
| Майк Вогъл          | Блейк Бъроуз    |

## В България
В България филмът е пуснат по кината на 10 февруари 2006 г. от „Александра Филмс“.
На 13 юни 2006 г. е издаден на DVD от „Съни Филмс“.
През 2010 г. е излъчен за първи път по Би Ти Ви с български субтитри.
На 25 октомври 2019 г. е излъчен по Фокс Лайф с български войсоувър дублаж, записан в „Андарта Студио“. Екипът се състои от:
| Преводач            | Мариета Златева                                                             |
| Редактор            | Милена Павлова                                                              |
| Режисьор на дублажа | Чавдар Монов                                                                |
| Озвучаващи артисти  | Таня Димитрова Татяна Захова Христо Чешмеджиев Илиян Пенев Любомир Младенов |